# 建筑博物馆 (瑞典)
建筑博物馆（瑞典語：Arkitekturmuseet），位于瑞典首都斯德哥尔摩，靠近當代美術館。建筑博物馆由瑞典文化部管理，以展示建筑艺术、城市规划、城建研究为宗旨。2010年起建筑博物馆开始突出展示瑞典建筑。
“瑞典建筑”是建筑博物馆的常设展览。此外建筑博物馆还不定期推出临时展览。 建筑博物馆每年圣诞节举办的姜饼比赛，是博物馆的特色之一。
建筑博物馆的门票价格为60瑞典克朗，19岁以下的观众可以免费入场。